# Vojnice (Těšetice)
Vojnice (hanácky Onice) je vesnice, část obce Těšetice v okrese Olomouc. Nachází se asi 1,5 km na východ od Těšetic. V roce 2009 zde bylo evidováno 108 adres. V roce 2001 zde trvale žilo 398 obyvatel.
Vojnice leží v katastrálním území Vojnice u Olomouce o rozloze 5,76 km2.

## Název
Tvar Vojnice doložený už od nejstarších dokladů vznikl ze staršího Vojenice. Původně to bylo pojmenování obyvatel vsi (Vojenici) odvozené od osobního jména Vojen a znamenalo "Vojenovi lidé". Protože počáteční V- bylo mylně považováno za nářeční (typ voko), bylo jméno vesnice (od 15. století) často zapisováno jako Ojnice, Onice nebo Ohnice (do němčiny bylo převzato jako Ohnitz), přičemž podoba Onice pronikla i do místní lidové mluvy.

## Historie
První písemná zmínka o obci pochází z roku 1275 (Woyniz).

## Rodáci
• Jan Pospíšil (1837 – 1918), vysvěcen 1862, ThDr., sídelní kanovník olomoucké kapituly u sv. Václava.
• František Střída (1848 – 1919), ř. k. kněz, kooperátor ve Šternberku n/M. a farář v Újezdu u Lipníka.

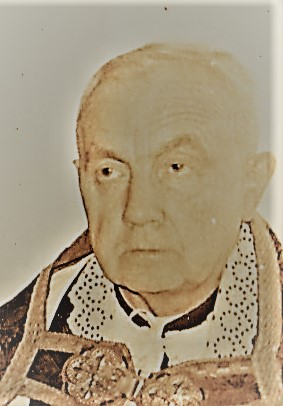

• Josef Střída (1909 – 1998), ř. k. kněz, vysvěcen 1934, působil v Nové Bělé, Senici n/H., Měrotíně, Pavlovicích u Přerova a ve Vrahovicích. V letech 1949 – 1952 vězeň komunistického režimu.

## Pamětihodnosti
- smírčí kříž vezděný do kaple sv. Cyrila a Metoděje